# Damiku (sockenhuvudort i Kina, Xinjiang Uygur Zizhiqu, lat 36,98, long 81,09)
Damiku (kinesiska: 达玛沟, 达玛沟乡) är en sockenhuvudort i Kina. Den ligger i den autonoma regionen Xinjiang, i den nordvästra delen av landet, omkring 940 kilometer sydväst om regionhuvudstaden Ürümqi. Antalet invånare är 19 250. Befolkningen består av 9 550 kvinnor och 9 700 män. Barn under 15 år utgör 23,0 %, vuxna 15-64 år 72 %, och äldre över 65 år 4,0 %.
Runt Damiku är det mycket glesbefolkat, med 4 invånare per kvadratkilometer. Det finns inga andra samhällen i närheten. Trakten runt Damiku består till största delen av jordbruksmark.
Genomsnittlig årsnederbörd är 46 millimeter. Den regnigaste månaden är februari, med i genomsnitt 12 mm nederbörd, och den torraste är april, med 1 mm nederbörd.